# 尘世腐败罪
尘世腐败罪是伊朗的一种死罪，其字面意思为在“地球上传播腐败”。犯此罪的罪犯会被认作“严重违反道德秩序的人”及“地球上的真主之敌”。
根据刑法规定，从事以下活动者可被判处该罪的死刑：
- 对群众实施的规模犯罪
- 危害国土或外部安全的犯罪
- 传播谣言和/或诽谤
- 在国家事务中渎职
- 散布危险及有毒物质
- 开办妓院或者参与妓院经营
- 造成安全隐患、造成重大人身伤害、对公私财产造成损害
- 影响大的道德败坏和道德犯罪